# Buckhurst Hill (stacja metra)
Buckhurst Hill – stacja londyńskiego metra położona na trasie Central Line pomiędzy stacjami Woodford a Loughton. Znajduje się w Buckhurst Hill w dystrykcie Epping Forest, w piątej strefie biletowej. W 2010 roku stacja obsłużyła 1,790 miliona pasażerów.
Stacja została otwarta 22 sierpnia 1856 przez Eastern Counties Railway, w ramach połączenia z Londynu do Loughton, które to w 1865 roku zostało przedłużone do Epping i Chipping Ongar. 21 listopada 1948 stacja stała się częścią Central Line.
Jest to druga stacja Central Line w Buckhurst Hill, obok Roding Valley. Od 2007 roku jest to jedyna stacja wschodniej części linii, znajdująca się w piątej strefie biletowej.

## Galeria

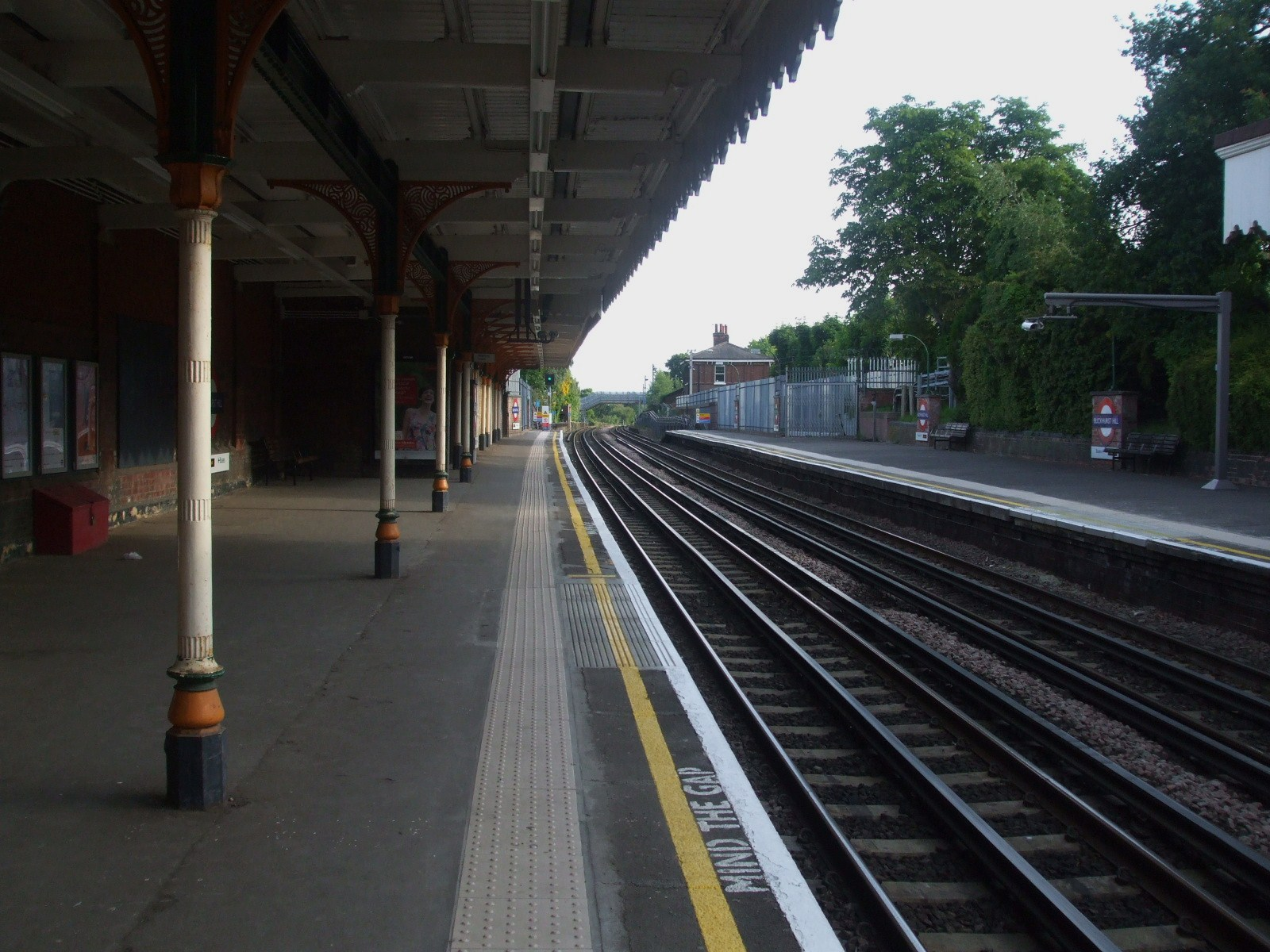
Widok na południe
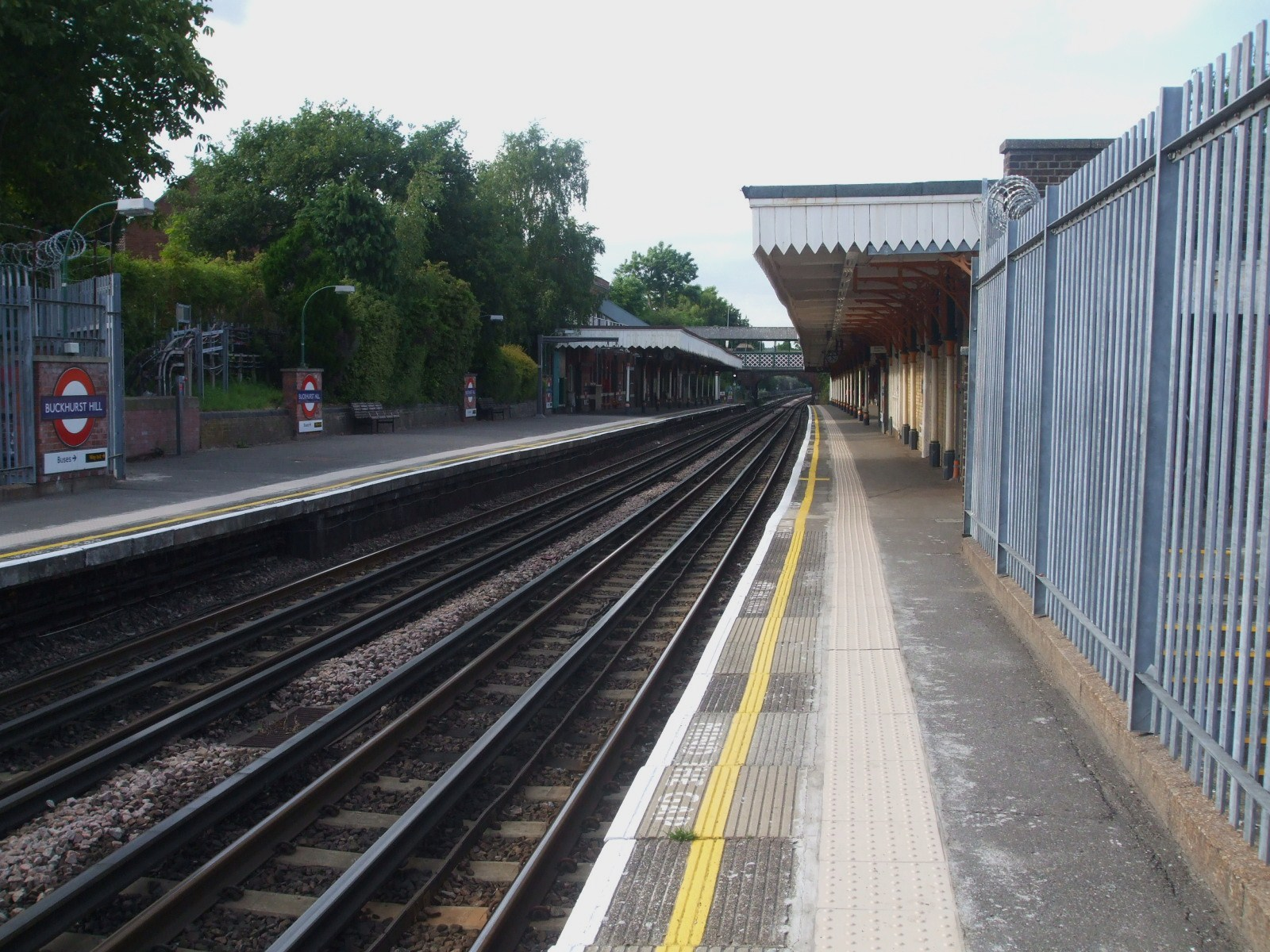
Widok na północ
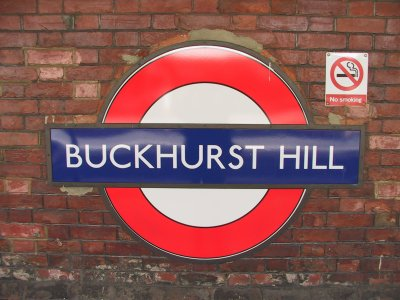
Symbol stacji